# 馬龍屬

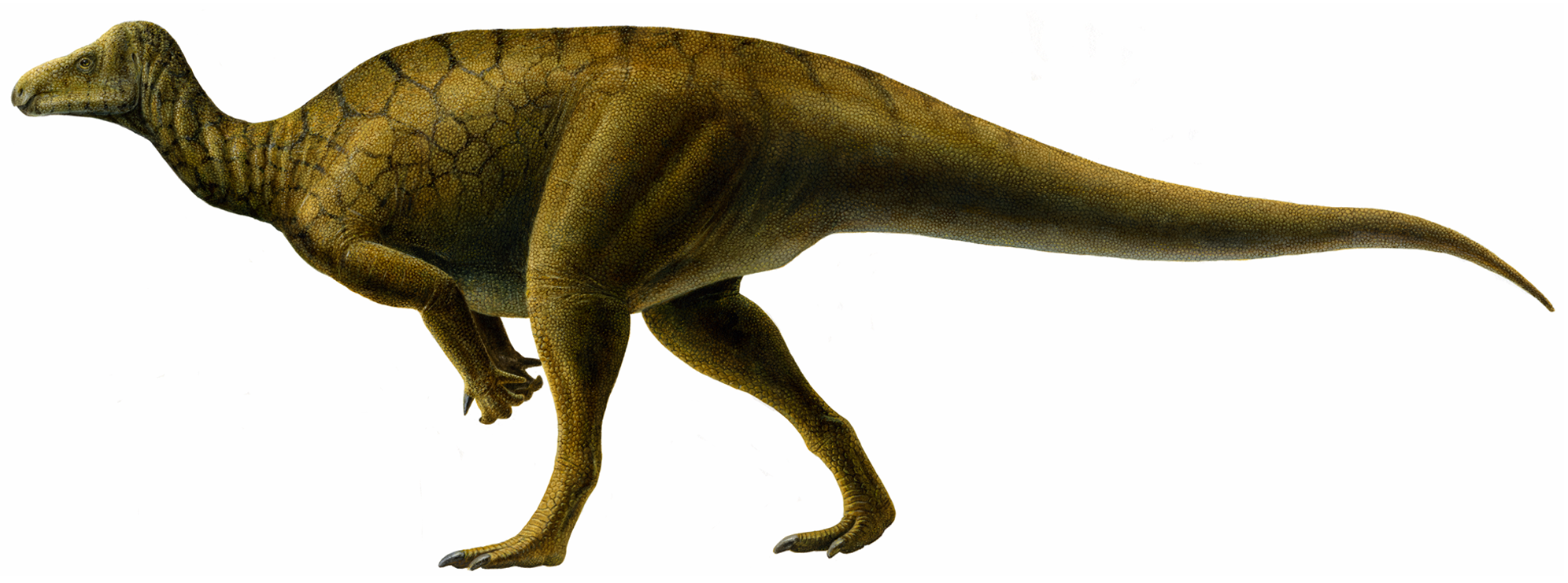
盾齒馬龍的想像圖

馬龍屬（學名：Hippodraco）是鳥腳亚目禽龍類恐龍的一屬，是種植食性恐龍，位於禽龍類的原始位置。正模標本（編號UMNH VP 20208）是一個幾乎完整的頭顱骨、部分身體骨骼，來自於同一個體。化石發現於美國猶他州的雪松山組黃貓段，地質年代約1億2400萬年前，相當於白堊紀早期的巴列姆階與阿普第階交界。在2010年，古生物學家Andrew T. McDonald等人將這個標本命名為新屬，模式種是盾齒馬龍（H. scutodens）。屬名是由古希臘文的馬（hippos）、拉丁文的龍（draco）所構成。